# Passervagga

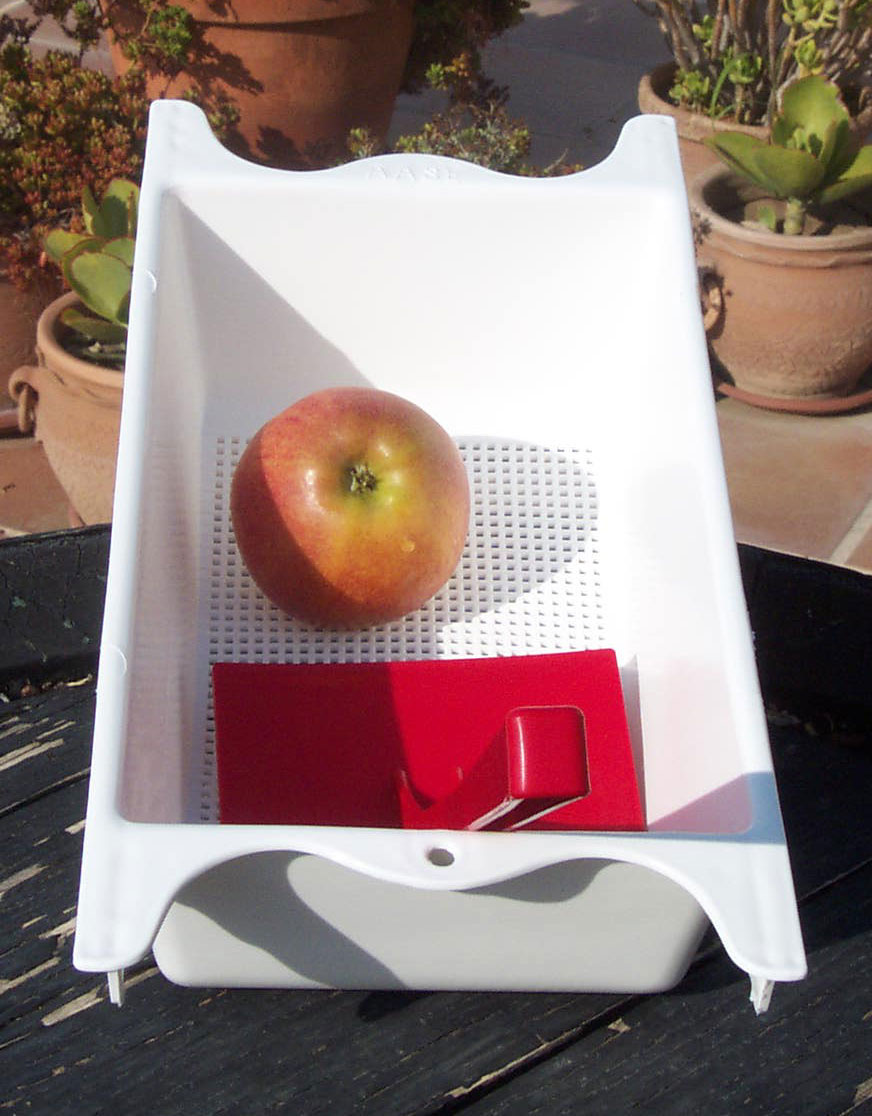
Passervagga av modern svensk modell

Passervagga, även mosvagga, är ett köksredskap som används för att göra mos, sylt och liknande av mjuka, oftast kokta, bär eller frukter. Vanligtvis består passervaggan av ett avlångt tråg med perforerad botten. Vaggan placeras i ett lagom stort kärl. Med hjälp av en speciell kavel eller platta trycks sedan moset ut genom bottnen, samtidigt som skal, kärnor och annat skräp blir kvar i vaggan.
Äldre tiders passervaggor var gjorda av trä med plåtbotten, kan beskådas på hembygdsmuseer och ibland köpas på auktion. Det finns även nytillverkade passervaggor av plast. Passervaggor är tämligen okända utanför Norden, men det finns en tillverkare av passervaggor i rostfritt stål i Österrike.